# Bataille de La Chabotterie
Guerre de Vendée
Batailles
La bataille de La Chabotterie a lieu le 23 mars 1796 lors de la guerre de Vendée. Elle s'achève par la victoire des républicains qui capturent le général vendéen Charette, mettant ainsi un terme à la deuxième guerre de Vendée.

## Forces en présence
Quatre colonnes républicaines sont engagées dans les combats,, dont celle de l'adjudant-général Travot forte de 350 hommes, venue de Chauché, et celle de l'adjudant-général Valentin forte d'une centaine d'hommes, venue des Lucs. Les deux autres colonnes sont constituées pour l'une d'une centaine de grenadiers venus de Saint-Philbert-de-Grand-Lieu et pour l'autre de 85 hommes. De son côté, Charette n'a plus que 45 à 50 combattants avec lui.

## Déroulement

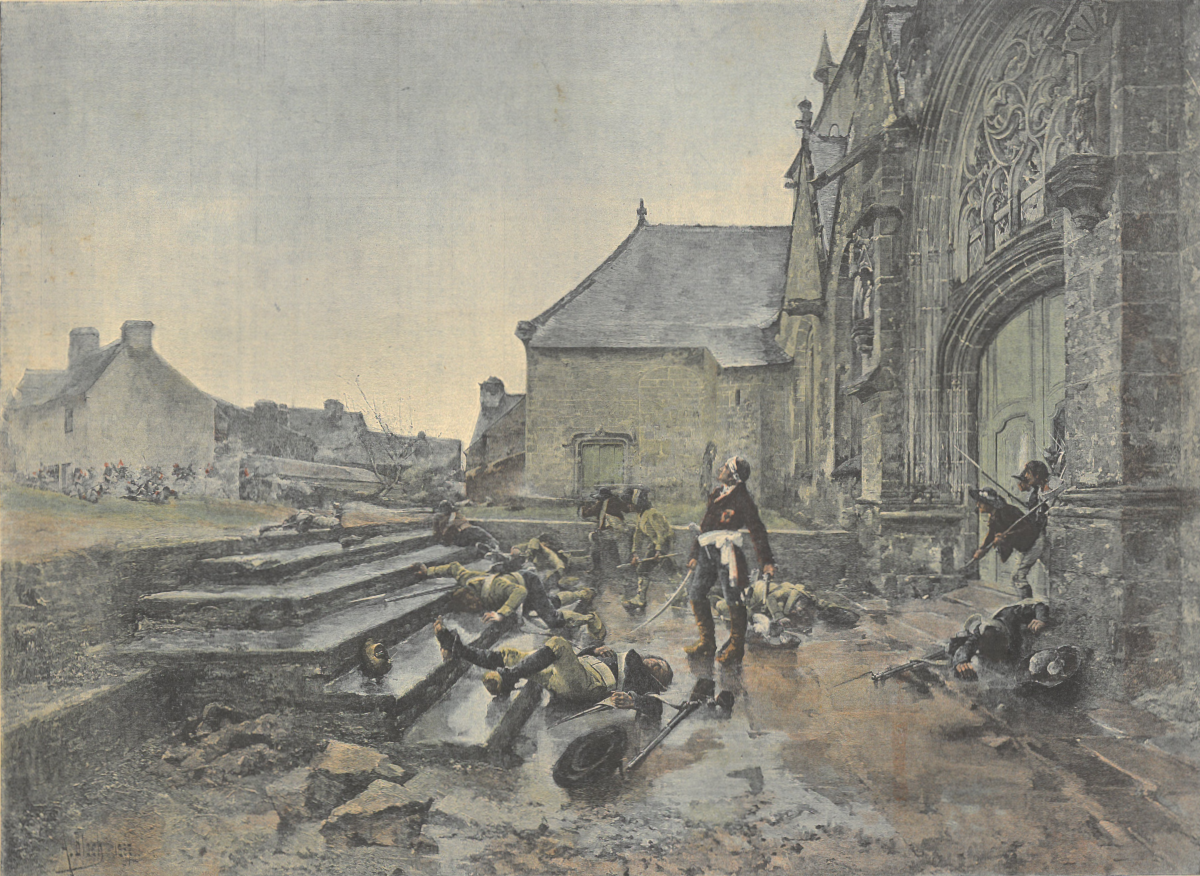
Le combat de La Guyonnière, d'après l'huile sur toile d'Alexandre Bloch, 1887.

Le 23 mars à l'aube, la troupe de Charette est surprise par une colonne de grenadiers à La Pellerinière, au nord des Lucs-sur-Boulogne. Elle traverse alors la Boulogne au moulin de Gâtebourse et s'enfuit par des chemins creux en direction de l'est. Mais à 9 heures, la colonne de l'adjudant-général Valentin tombe à son tour sur les Vendéens près de la métairie de La Guyonnière,. Dix hommes de Charette sont tués, dont l'Allemand Pfeiffer, son garde-du-corps,. Les Vendéens continuent ensuite de faire retraite vers l'est en tiraillant,. La poursuite dure trois heures. Les fuyards se portent vers le Sableau, puis arrivent non loin de là à la Boulaye, où ils rencontrent une nouvelle troupe de 85 républicains. Charette se porte ensuite vers le nord-est en direction de la Morinière, afin de gagner le bois de l'Essart. Il pense alors avoir semé ses poursuivants.

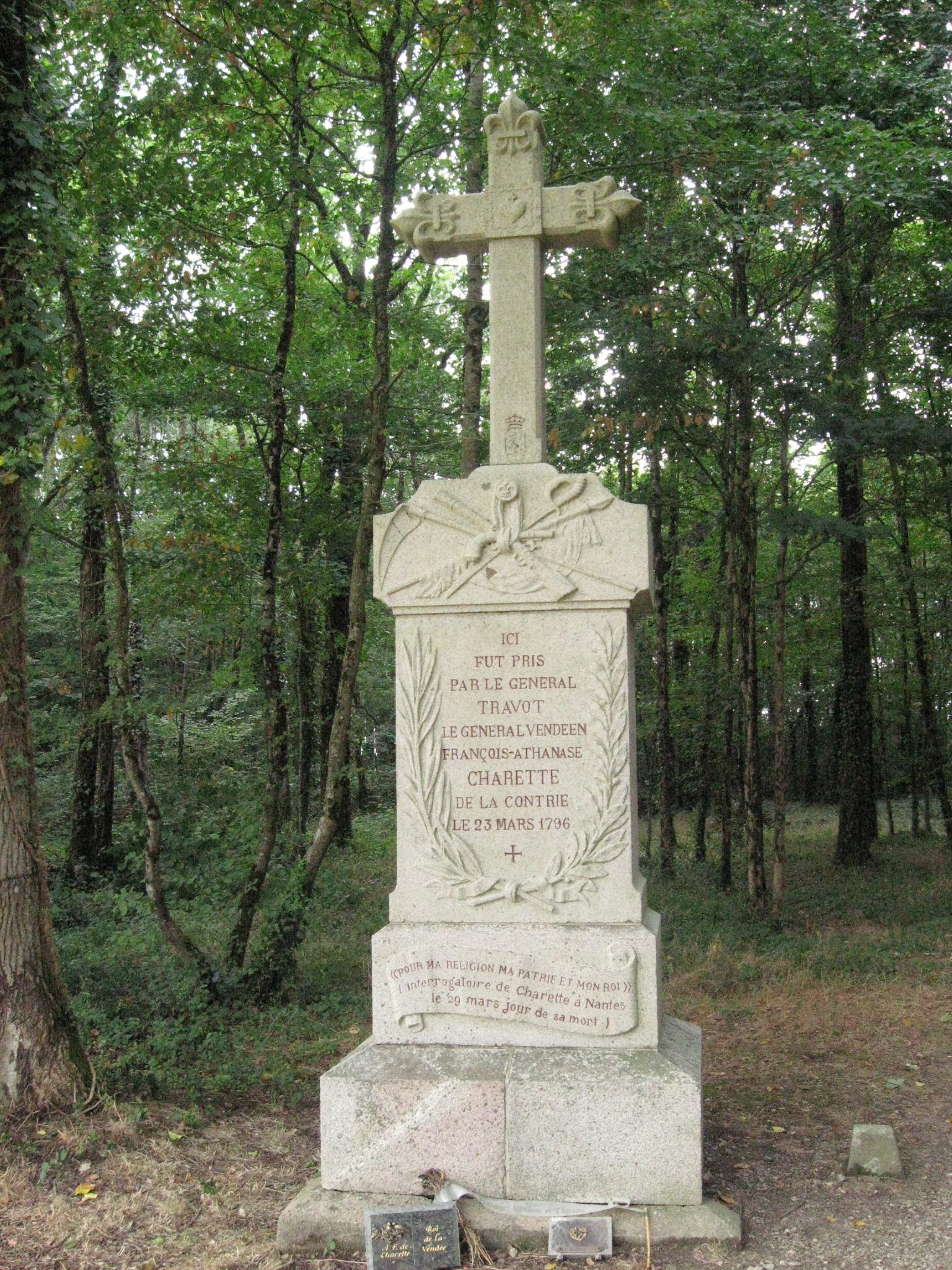
Vue en 2010 de la Croix de Charette, à La Chabotterie, à l'emplacement de sa capture.

La colonne de l'adjudant-général Travot, qui a passé la nuit à La Pinnetière, près de Chauché, fait alors son apparition à l'est. En mouvement depuis 6 heures du matin, elle a notamment été ralliée en chemin près de Saint-Denis-la-Chevasse par 20 hommes du bataillon Le Vengeur. À midi, elle engage le combat. Les Vendéens courent se réfugier à l'intérieur du bois de la Chabotterie, au sud-est de Saint-Sulpice-le-Verdon,. Charette est légèrement blessé à la tête, à l'épaule et à la main droite,. Alors que les républicains commencent à encercler le bois, le chef vendéen se cache dans un taillis très épais puis tente de revenir sur ses pas, mais Travot évente la ruse,.
Charette n'a plus que deux hommes avec lui lorsqu'il est poursuivi à vue par Travot à la tête de trois chasseurs de la Vendée et de quelques chasseurs des montagnes. Épuisé par ses blessures, le général vendéen est bientôt rejoint, ceinturé, puis jeté à terre. Un cri de joie se propage alors parmi les soldats républicains : « Charette est pris ! »,.

## Pertes
Selon le rapport du général Grigny au général Hoche, presque tous les hommes de Charette ont été tués. On compte en fait environ 30 morts — dont 17 à La Chabotterie et 10 à La Guyonnière — et 3 prisonniers, dont Charette,,.
Parmi les tués figurent Pfeiffer, garde-du-corps de Charette, Bossard, son domestique, et un officier nommé La Roche-Davo. Un jeune noble, Samuel François Marie de Lespinay, âgé de 21 ou 22 ans, parvient à s'enfuir mais succombe des suites de ses blessures le 26 mars 1796.
Côté républicain, aucun des officiers ne prend la peine de faire mention des pertes dans les rapports. Seul l'armateur sablais André Collinet fait mention de deux volontaires blessés dans son journal,.

## Conséquences

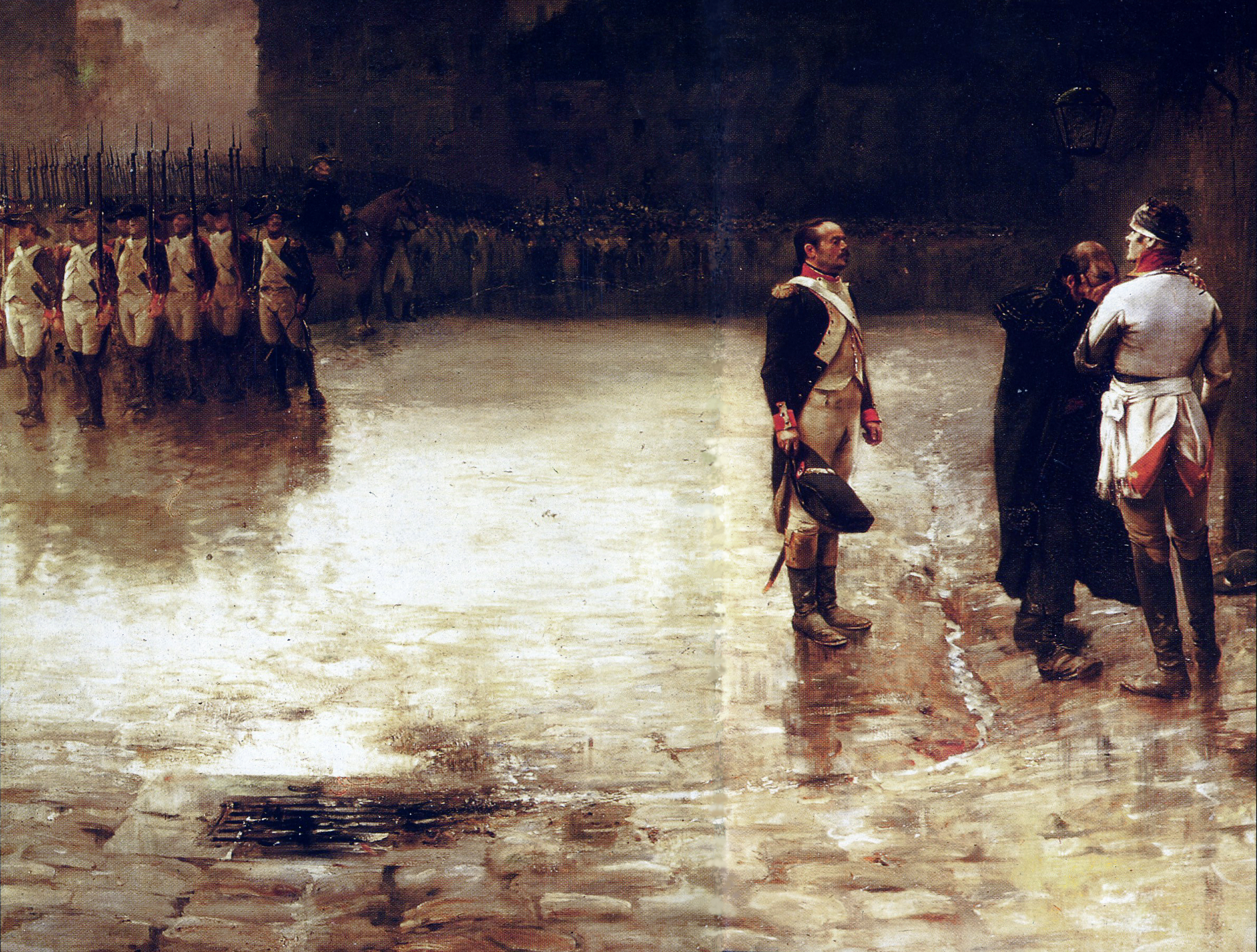
Exécution du général Charette, place Viarme à Nantes, mars 1796, par Julien Le Blant

Charette est transporté non loin de là au château de La Chabotterie, où ses blessures sont pansées dans la cuisine du logis. Il échange avec Travot des propos courtois. En fin de journée, il est conduit au Poiré-sur-Vie pour y passer la nuit. Le lendemain, il est envoyé à Angers. Le prisonnier est reçu avec égards par les officiers républicains et dîne à leur table après que ses blessures aient été soignée par le docteur Lachèze,. Le général Hédouville remet également à Travot son brevet de général de brigade.
Charette s'embarque sur une chaloupe canonnière et quitte Angers par la Loire le 26 mars, à 9 heures du matin, accompagné des généraux Grigny, Travot et Valentin,. Il est débarqué à Nantes à 11 heures du soir et enfermé dans la prison du Bouffay à 1 heure du matin,.
À 9 heures, il est conduit chez le général Dutilh, commandant de la place, qui procède à son interrogatoire. Dutilh décide ensuite de le faire promener à travers les rues de la ville. Pendant cette procession, inspirée des triomphes romains, Charette, est précédé par 50 tambours et 50 musiciens, entouré par des gendarmes, puis suivi par 50 cavaliers, 50 grenadiers, 50 artilleurs et des officiers d'état-major,. Le cortège parcourt la place du Bouffay, la rue de Hermitage, la place Graslin et la place du Pilori, puis il regagne le Bouffay,. Ramené en prison, Charette est autorisé à recevoir la visite de sa sœur, Marie-Anne, et de sa cousine, Mme Charette de Thiersant,. Il passe ensuite un second interrogatoire mené par le capitaine Perrin, du 4e bataillon de volontaires de l'Hérault,.
Le 29 mars, à 9 heures du matin, il passe en jugement devant un conseil militaire présidé par Jacques Gautier, le commandant du 4e bataillon de volontaires de l'Hérault,. Il est défendu par l'avocat Mathieu-Guillaume-Thérèse Villenave et subit un troisième interrogatoire public,. Il accueille sa condamnation à mort dans un calme imperturbable. Il réclame un prêtre réfractaire, mais sa demande ne pouvant être satisfaite, il accepte la confession de l'abbé Guibert, prêtre constitutionnel de Sainte-Croix de Nantes,.
À quatre heures de l'après-midi, Charette est conduit sur la place Viarme, alors nommée place des Agriculteurs. Un millier de soldats et douze généraux l'y attendent. Dix-huit hommes forment le peloton d'exécution. Charette retire son bras blessé de son écharpe et refuse de se mettre à genou ou de se faire bander les yeux,. Il est fusillé à cinq heures et quatorze minutes de l'après-midi,.
La mort de Charette marque la fin de la guerre de Vendée, même si quelques groupes d'insoumis subsistent encore. Dans le Poitou, Jean Savin est capturé le 28 avril. À l'armée du Centre, Vasselot, le successeur de Sapinaud, est pris puis fusillé le 4 mai. En Anjou, Charles d'Autichamp, le successeur de Stofflet, et Henri Forestier déposent les armes en mai. La région connait encore quelques insurrections en 1799, en 1815 et en 1832, mais elles sont d'une intensité bien moindre que le conflit de 1793-1796.